# Džamija Fethija u Teočaku
Džamija Fethija, dio prirodno-graditeljske cjeline Starog Teočaka. Za razliku od ostataka tvrđave tj. utvrđenog grada, od kojeg je ostala samo stara oronula kula, džamija je obnovljena. Džamija je podno tvrđave, kao i nišani iz osmanskog perioda te osam kamenih granitnih kugli. Objekti čine prirodno-graditeljsku cjelinu odnosno povijesno područje jer su džamija, stari nišani i kamene kugle u podnožju srednjovjekovnog grada. Ostatci srednjovjekovnog grada trebaju hitnu sanaciju, jer su oštećeni i zapušteni. Kompleks je dosta neistražen. Predstavnici Zavoda za zaštitu i korištenje kulturno-povijesnog i prirodnog naslijeđa Tuzlanske županije podnijeli su 2016. godine peticiju za proglašenje prirodno-graditeljske cjeline Stari grad Teočak nacionalnim spomenikom Bosne i Hercegovine. Prije rata bila je pod zaštitom države, od 1959. godine. Ni za tvrđavu ni za džamiju nema jasnih izvora kad je podignuta. Izvjesno je da je podignuta poslije gradnje tvrđave. Starija moderna historiografija držala se da je podignuta 1548. za vladavine sultana Bajazida II. Novija istraživanja donijela su neke podatke da je možda podignuta za vrijeme vladavine Mehmeda II. Fatiha 1451. godine, što je u oprjeci s podatcima koji su i danas na natpisu džamije da je ona sagrađena 1548.godine. Džamija je više puta obnavljana i u dobrom je stanju. Povremeno je u funkciji, zato što je podosta udaljena od naselja.
Kad su Osmanlije osvajale nove krajeve, napose gradove, običavali su pretvarati crkve u džamije. To su npr. napravili s crkvom u Beogradu 1521., pa s crkvom sv. Luke u Jajcu, sv. Petra u Livnu, sv. Barbare u Bihaću, sv. Ante u Bišću. Prenamijenjene crkve znale su dobiti ime Fethija (Osvojena), iz čega se izvodi zaključak da je ovdje nekad bila crkva.
U srpskoj agresiji preživjela je sve topničke napade i nije bila pogođena.

## Vanjske poveznice
- [neaktivna poveznica] Džamija Fethija u Teočaku